# Надиша (Бакау)
Надиша (рум. Nadișa) насеље је у Румунији у округу Бакау у општини Стругари. Oпштина се налази на надморској висини од 333 m.

## Становништво
Према подацима из 2002. године у насељу је живело 327 становника, од којих су сви румунске националности.